# ポール・テルファー
ポール・ノーマン・テルファー（Paul Norman Telfer, 1971年10月21日 - ）は、スコットランド・エディンバラ出身の元同国代表サッカー選手。現役時代のポジションはDF（右サイドバック）。

## 経歴
ゴードン・ストラカン監督を慕い、彼のもと3つのチームでプレーした。2006年12月3日、家族とウィンチェスターでより多くの時間を過ごしたいという理由でセルティックFCとの契約を更新しないと発表した。
2007年7月13日、イングランド3部リーグに相当するリーグ1所属のAFCボーンマスと1年契約を交わした。

## 人物
ルートン・タウンFC時代の1992年、テルファーとのチームメイトだったダレン・サルトンと悲惨な自動車事故に巻き込まれた。サルトンは瀕死の重傷を負い選手生命を絶たれてしまったが、自身は軽傷であった。

## タイトル
セルティック
- スコティッシュ・プレミアリーグ : 2005-06, 2006-07
- スコティッシュリーグカップ : 2006